# Penthimia flavocapitata
Penthimia flavocapitata är en insektsart som beskrevs av William Lucas Distant 1918. Penthimia flavocapitata ingår i släktet Penthimia och familjen dvärgstritar. Inga underarter finns listade i Catalogue of Life.